# Max.mobil.
max.mobil. war der frühere Markenname eines nun als Magenta Telekom bekannten Telekommunikationsunternehmen.

## Geschichte
Am 25. Jänner 1996 erwarb das Ö-Call-Konsortium die allererste private GSM 900-Mobilfunklizenz für Österreich. Bis dahin hielt das Tochterunternehmen der heutigen Telekom Austria, die Mobilkom mit dem Netz A1, das Mobilfunkmonopol im GSM-Bereich.
Im Oktober 1996 ging schließlich das österreichweit zweite Mobilfunknetz max.mobil mit dem Slogan „max.mobil. - ein Netz hebt ab“ in Betrieb.
Einer der bekannteren Werbebotschaften des Anbieters lautete: „Was wäre ein Handy ohne max?“
Die Gesellschafter des Ö-Call-Konsortiums waren die deutschen Unternehmen DeTeMobil und Siemens, die Banken BAWAG, Bayerische Landesbank, Raiffeisen Landesbank Steiermark sowie die Versicherungen Generali und Interunfall. Zusätzlich waren die Kronen Zeitung und der Telefondienstleister UTA (nunmehr Tochtergesellschaft von Tele2) beteiligt.
Aufsehen erregte vor allem die aggressive Preispolitik. So war max.mobil. der erste GSM-Anbieter in Österreich, der einen für damalige Verhältnisse sehr günstigen Tarif von „1 Schilling von max. zu max.“ anbot.
Im Oktober 1997 führte das Unternehmen bereits einen Prepaid-Tarif mit dem Namen klax.max. ein, der auch nach der Umbenennung des Unternehmens zu T-Mobile Austria noch immer als Klax Wertkarte besteht.
Im September 1998 führte max.mobil. als erster österreichischer Netzbetreiber überhaupt ein Treueprogramm ein, die mäxchen.
1999 erwarb max.mobil. die Handelskette Niedermeyer, im Juli des nächsten Jahres führte man sogar ein Festnetzangebot (max.plus.) ein. Im April zuvor wurde die deutsche Deutsche Telekom alleiniger Gesellschafter bei max. Im Oktober 2000 schließlich führte man das Treueprogramm auch für Prepaid-Kunden ein (kläxchen), einen Monat später ersteigerte max.mobil. eine UMTS-Lizenz. Im April 2001 fand die Einführung von GPRS statt, im Juli startete man ein UMTS-Testnetz in Wien.
Am 18. April 2002 führte T-Mobile den Namenswechsel durch, und max.mobil. wurde in T-Mobile Austria umbenannt, die heutige Magenta Telekom.

## Marktanteile
| Jahr | Marktanteil |
| ---- | ----------- |
| 1998 | 19,32       |
| 1999 | 34,79       |
| 2000 | 36,20       |
| 2001 | 34,31       |
| 2002 | 32,98       |

Bei der letzten Erfassung vor der Umbenennung in T-Mobile Austria, am 1. April 2002, betrug der Marktanteil am GSM-Mobilfunkmarkt in Österreich 30,62 %.

## Sonstiges

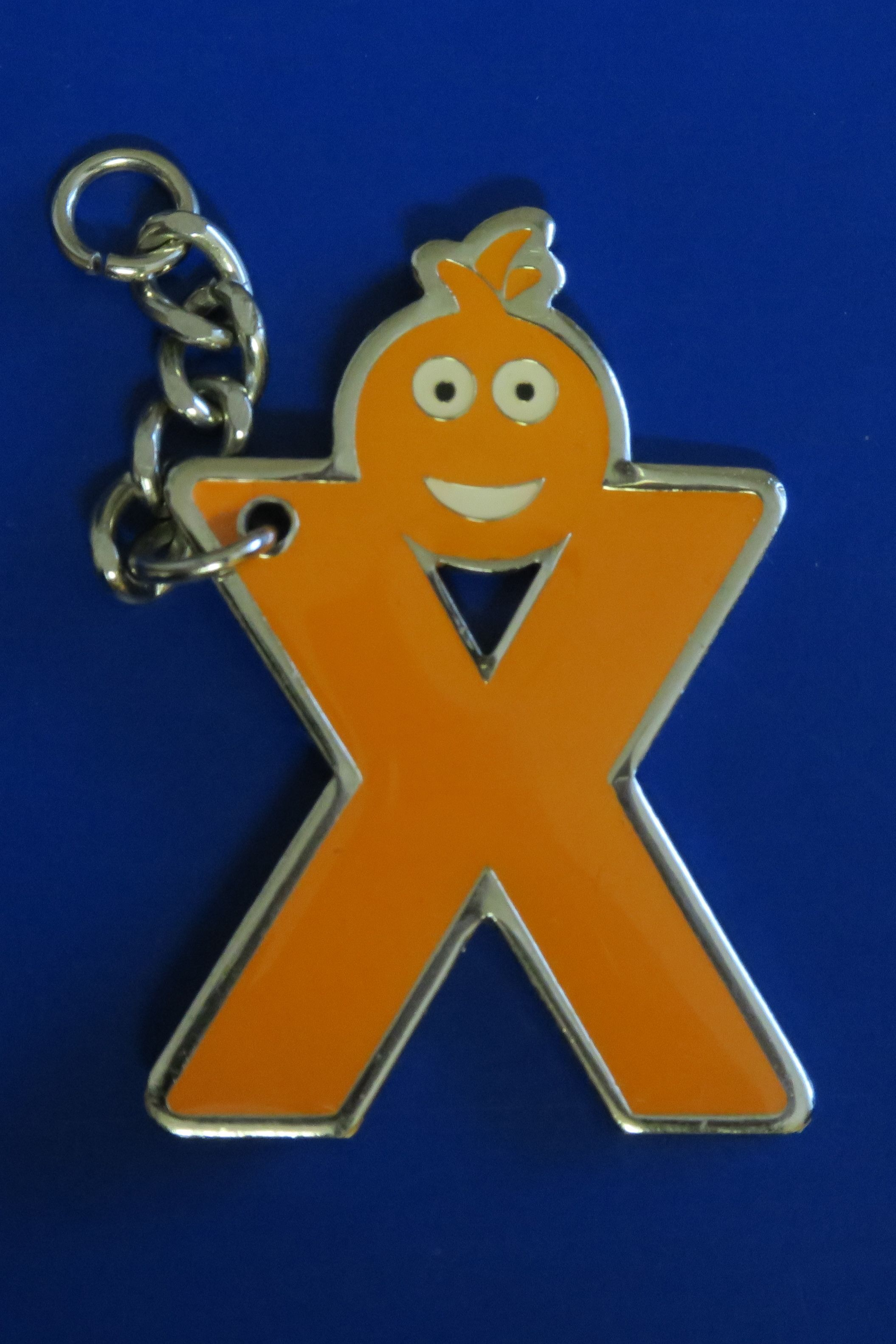
Max.mobil. mäxchen

- Max.mobil veröffentlichte des Öfteren die in ihrer Werbung verwendeten Songs als Maxi-CD. Dadurch schaffte es der Mobilfunkkonzern einmal mit dem Song „Oua Oua“ des hawaiischen Duos Kanui & Lula im Jahr 2001 auf den ersten Platz der österreichischen Charts. Auf der CD war neben dem Original aus dem Jahr 1928 auch der Remix von den max.Brothers drauf, der es zum Sommerhit 2001 schaffte und den 2002 den Amadeus Austrian Music Award in der Kategorie Single des Jahres national gewann.
- Trotz der vollständigen Übernahme durch T-Mobile im Jahr 2000 und der Internationalisierung der Marke im Jahr 2002 durch die Umbenennung, hielt sich damals vereinzelt im allgemeinen Sprachgebrauch der ehemalige Name des Unternehmens. Das Maskottchen von max.mobil. („mäxchen“) wurde von T-Mobile vorerst für sein Treueprogramm beibehalten, ehe es im April 2006 in Flamingo umbenannt wurde. Ebenso wurde für Wertkartenhandys die Marke klax.max in der Form klax behalten.